# Gmina zbiorowa Suderburg
Gmina zbiorowa Suderburg (niem. Samtgemeinde Suderburg) – gmina zbiorowa położona w niemieckim kraju związkowym Dolna Saksonia, w powiecie Uelzen. Siedziba administracji gminy zbiorowej znajduje się w miejscowości Suderburg.

## Podział administracyjny
Do gminy zbiorowej Suderburg należą trzy gminy:
1. Eimke
2. Gerdau
3. Suderburg